# Le Trésor du désert de feu
Pour plus de détails, voir Fiche technique et Distribution.
Le Trésor du désert de feu (Non sta bene rubare il tesoro) est une comédie d'aventures ouest-germano-franco-italienne de Mario Di Nardo sortie en 1967.

## Synopsis
Flo est une belle jeune femme qui aspire à devenir journaliste. Elle invente donc la nouvelle d'un trésor caché en Turquie. Attirés par la nouvelle, un groupe d'aventuriers part à la recherche de ce trésor.

## Fiche technique
- Titre français : Le Trésor du désert de feu ou Il ne faut pas voler le trésor[1]
- Titre original italien : Non sta bene rubare il tesoro[2]
- Titre allemand : Einen Schatz klaut man nicht
- Réalisateur : Mario Di Nardo
- Scénario : Mario Di Nardo, Mario de la Roche, Michael Kohihaas
- Photographie : Mario Montuori
- Montage : Renato Cinquini (it)
- Musique : Piero Umiliani
- Décors : Giorgio Postiglione, Luciano Spadoni (it)
- Production : Alfredo Mirabile, Samy Halfon, Georges C. Stilly (de)
- Sociétés de production : Ursa Film (Rome) • Como Films (Paris) • Top Film (Munich)
- Pays de production :  Italie •  France •  Allemagne de l'Ouest
- Langue originale : italien
- Format : Couleur
- Durée : 96 minutes
- Genre : Comédie d'aventures
- Dates de sortie :
  - Italie : 16 novembre 1967
  - France : 26 février 1969 (Sud-Est)[1]

## Distribution
- Larry Ward (en) : Bill
- Marie-France Pisier : Flo
- Ingeborg Schöner : Germaine
- Jan Hendriks : Da Costa
- Pasquale Nigro : Mehdi
- Johannes Bay : Saturnino
- Norma Dugo : Li-O
- Elina De Witt : Madame
- Jacques Galland :
- Christina Raffel :
- Lucio Zarini :
- Benito Zuanelli :